# دیمارو
دیمارو (به ایتالیایی: Dimaro) یک کومونه در ایتالیا است که در ترنتینو واقع شده‌است.

## خصوصیات
دیمارو ۲۸٫۳ کیلومترمربع مساحت و ۱٬۱۹۳ نفر جمعیت دارد و ۷۶۶ متر بالاتر از سطح دریا واقع شده‌است.